# 利皮博基
49°20′23″N 26°25′10″E / 49.33972°N 26.41944°E
利皮博基（烏克蘭語：Ліпибоки）是位於烏克蘭西部的村莊，由赫梅利尼茨基州裡赫梅利尼茨基區的薩塔尼夫市鎮負責管轄。該村面積0.35平方公里，海拔高度301米，2001年人口79，人口密度每平方公里223.2人。